# Armando Sadiku
Armando Sadiku (Cërrik, 27 mei 1991) is een Albanese voetballer die doorgaans als aanvaller speelt. Hij verruilde Legia Warschau in januari 2018 voor Levante UD. Sadiku debuteerde in 2012 in het Albanees voetbalelftal, waarmee hij deelnam aan het EK 2016. Hij scoorde het allereerste doelpunt van Albanië op een eindtoernooi.

## Club Carrière
Sadiku begon zijn carrière bij KS Turbina Cërrik, waarvoor hij ook in de jeugdreeksen speelde. Het eerste elftal kwam uit de derde afdeling van het Albanees voetbal. In 2009 transfereerde hij het naar het pas naar de hoogste afdeling gepromoveerde KS Gramozi Erseka. Hier scoorde Sadiku achtmaal in 28 wedstrijden. Een jaar later verhuisde hij naar KF Elbasani. Hier werd hij opgemerkt door het Zwitserse FC Locarno. Voor de Zwitserse ploeg uit de tweede Zwitserse afdeling scoorde Sadiku 28 maal in 39 wedstrijden. Een seizoen later verhuisde hij naar FC Lugano uit de hoogste afdeling. Ook hier scoorde hij vlot met 24 doelpunten in 43 wedstrijden.
In 2014 ging hij naar zijn derde Zwitserse club, FC Zürich. In het seizoen 2015/16 werd hij uitgeleend aan FC Vaduz.
Op de laatste dag van de wintertransferperiode tekende hij voor zijn eerste Spaanse club.  Hij tekende op 31 januari 2018 voor Levante UD, een ploeg uit de Primera División, een contract dat hem bond tot 30 juni 2020.  Zijn traject bij deze ploeg was er een van blessures.  Vooreerst moest hij al vanaf het begin naast het plein blijven door een knieblessure.  Daardoor maakte hij slechts op 26 februari 2018 zijn debuut tijdens het 0-2 thuisverlies tegen Real Betis.  Hij zou in de achtendertigste minuut met nog een 0-0 score vervangen worden.  Daarna geraakte hij op 4 maart 2018 gekwetst na een botsing met de doelman van RCD Espanyol.  Tijdens de laatste momenten van de eerste helft botste hij tegen doelman Diego López Rodríguez, die naar het hospitaal werd afgevoerd en de Albanees onderging een neusoperatie.  Door deze twee blessures zou hij maar zes keer optreden tijdens deze tweede helft van het seizoen 2017-2018.  Ten slotte kende hij zijn derde blessure tijdens een oefenwedstrijd tegen het Nederlandse SC Heerenveen in het begin van seizoen 2018-2019.  Deze blessure zou hem de hele heenronde naast de kant laten.  Om hem meer spelkansen te geven, werd hij voor de terugronde van het seizoen uitgeleend aan FC Locarno.  Daar zou hij aan zijn derde periode beginnen bij de Zwitserse club.  Op 2 september 2019 verlengde hij zijn contract tot 30 juni 2021 en werd onmiddellijk voor seizoen 2019-2020 uitgeleend aan Málaga CF, een ploeg uit de Segunda División A.  Daar zou hij weer met het succes aanknopen en dertien doelpunten scoren tijdens zesendertig optredens.
Dankzij deze goede prestaties had hij heel veel aanbiedingen voor het seizoen 2020-2021.  Hij koos voor een ervaring in de Turkse hoogste klasse, bij Büyükşehir Belediye Erzurumspor een ploeg uit de TFF 1. Lig. Dit verliep echter helemaal niet goed.  Tijdens het eerste gedeelte van het seizoen, kreeg hij maar vijf invalbeurten waarin hij geen enkele keer succesvol was.  Daarom werd hij op 23 januari 2021 de eerste Albanees spelend op het hoogste Boliviaanse niveau.  Hij tekende er een contract bij Club Bolívar.  Enkele maanden later tekende hij een tweede primeur.  Op 17 maart 2021 was hij de eerste Albanees die deelnam aan een wedstrijd in deCopa Libertadores 2021   Hij viel in tijdens de 69ste minuut tijdens een met 5-0 gewonnen wedstrijd tegen Montevideo Wanderers FC uit Uruguay.
Het daaropvolgende seizoen keerde de Albanees terug naar Spanje.  Hij tekende er op 29 juli 2021 een éénjarig contract bij UD Las Palmas, een ploeg uit de Segunda División A.  De ploeg zou op een vierde plaats eindigen en zich zo voor de eindronde plaatsen.  Tijdens deze nacompetitie bleek CD Tenerife echter te sterk. Inclusief deze eindronde zou hij zes doelpunten scoren tijdens zesentwintig optredens.
Op 17 juli 2022 tekende hij een contract voor het seizoen 2022-2023 met FC Cartagena.  Het contract had een geldigheid van één seizoen met een prestatiegebonden mogelijkheid van verlenging met een tweede seizoen.  Hij moest er samen met Alfredo Ortuño Martínez de vertrokken Rubén Castro, die in twee seizoen negenendertig keer raak had geschoten, doen vergeten.  Zijn eerste officiële wedstrijd was de openingswedstrijd op 15 augustus 2022 tegen SD Ponferradina.  Hij viel in tijdens de tachtigste minuut.  De thuiswedstrijd ging echter met 2-3 verloren.  Zijn eerste doelpunt scoorde hij tijdens de tweede wedstrijd in de achtennegentigste minuut uit penalty.  Zo won de havenploeg met 2-3 uit tegen SD Huesca.
Op 25 juni 2023 tekende hij een tweejarig contract bij het Indische Mohun Bagan AC.

## Clubstatistieken
| Seizoen     | Club           | Competitie           | Competitie | Competitie | Competitie | Beker | Beker | Beker | Internationaal | Internationaal | Internationaal | Totaal | Totaal | Totaal |
| Seizoen     | Club           | Competitie           | Wed.       | Dlp.       | Ass.       | Wed.  | Dlp.  | Ass.  | Wed.           | Dlp.           | Ass.           | Wed.   | Dlp.   | Ass.   |
| ----------- | -------------- | -------------------- | ---------- | ---------- | ---------- | ----- | ----- | ----- | -------------- | -------------- | -------------- | ------ | ------ | ------ |
| 2009/10     | KS Gramozi     | Kategoria Superiore  | 29         | 8          | 0          | 0     | 0     | 0     | —              | —              | —              | 29     | 8      | 0      |
| Club Totaal | Club Totaal    | Club Totaal          | 29         | 8          | 0          | 0     | 0     | 0     | 0              | 0              | 0              | 29     | 8      | 0      |
| 2010/11     | KF Elbasani    | Kategoria Superiore  | 14         | 5          | 0          | 0     | 0     | 0     | —              | —              | —              | 14     | 5      | 0      |
| Club Totaal | Club Totaal    | Club Totaal          | 14         | 5          | 0          | 0     | 0     | 0     | 0              | 0              | 0              | 14     | 5      | 0      |
| 2010/11     | FC Locarno     | Challenge League     | 12         | 8          | 0          | 0     | 0     | 0     | —              | —              | —              | 12     | 8      | 0      |
| 2011/12     | FC Locarno     | Challenge League     | 27         | 19         | 0          | 2     | 3     | 0     | —              | —              | —              | 29     | 22     | 0      |
| 2012/13     | FC Locarno     | Challenge League     | 1          | 0          | 0          | 0     | 0     | 0     | —              | —              | —              | 1      | 0      | 0      |
| Club Totaal | Club Totaal    | Club Totaal          | 40         | 27         | 0          | 2     | 3     | 0     | 0              | 0              | 0              | 42     | 30     | 0      |
| 2012/13     | FC Lugano      | Challenge League     | 32         | 20         | 5          | 2     | 2     | 0     | —              | —              | —              | 34     | 22     | 5      |
| 2013/14     | FC Lugano      | Challenge League     | 11         | 6          | 2          | 1     | 1     | 0     | —              | —              | —              | 12     | 7      | 2      |
| Club Totaal | Club Totaal    | Club Totaal          | 43         | 26         | 7          | 3     | 3     | 0     | 0              | 0              | 0              | 46     | 29     | 7      |
| 2013/14     | FC Zúrich      | Super League         | 15         | 2          | 1          | 2     | 0     | 0     | —              | —              | —              | 17     | 2      | 1      |
| 2014/15     | FC Zúrich      | Super League         | 13         | 3          | 1          | 1     | 1     | 0     | 0              | 0              | 0              | 14     | 4      | 1      |
| 2015/16     | FC Zúrich      | Super League         | 14         | 5          | 1          | 3     | 3     | 0     | 2              | 0              | 0              | 19     | 8      | 1      |
| Club Totaal | Club Totaal    | Club Totaal          | 42         | 10         | 3          | 6     | 4     | 0     | 2              | 0              | 0              | 50     | 14     | 3      |
| 2015/16     | → FC Vaduz     | Super League         | 16         | 7          | 3          | 2     | 2     | 0     | —              | —              | —              | 18     | 9      | 3      |
| Club Totaal | Club Totaal    | Club Totaal          | 16         | 7          | 3          | 2     | 2     | 0     | 0              | 0              | 0              | 18     | 9      | 3      |
| 2016/17     | FC Zúrich      | Challenge League     | 12         | 5          | 1          | 0     | 0     | 0     | 3              | 1              | 0              | 15     | 6      | 1      |
| Club Totaal | Club Totaal    | Club Totaal          | 54         | 15         | 4          | 6     | 4     | 0     | 5              | 1              | 0              | 65     | 20     | 4      |
| 2016/17     | → FC Lugano    | Super League         | 16         | 9          | 4          | 0     | 0     | 0     | —              | —              | —              | 16     | 9      | 4      |
| Club Totaal | Club Totaal    | Club Totaal          | 59         | 35         | 11         | 3     | 3     | 0     | 0              | 0              | 0              | 62     | 38     | 11     |
| 2017/18     | Legia Warschau | Ekstraklasa          | 17         | 2          | 4          | 4     | 4     | 0     | 4              | 1              | 0              | 25     | 7      | 4      |
| Club Totaal | Club Totaal    | Club Totaal          | 17         | 2          | 4          | 4     | 4     | 0     | 4              | 1              | 0              | 25     | 7      | 4      |
| 2017/18     | UD Levante     | La Liga              | 6          | 0          | 0          | 0     | 0     | 0     | —              | —              | —              | 6      | 0      | 0      |
| Club Totaal | Club Totaal    | Club Totaal          | 6          | 0          | 0          | 0     | 0     | 0     | 0              | 0              | 0              | 6      | 0      | 0      |
| 2018/19     | → FC Lugano    | Super League         | 16         | 3          | 1          | 1     | 0     | 0     | —              | —              | —              | 17     | 3      | 1      |
| Club Totaal | Club Totaal    | Club Totaal          | 75         | 38         | 12         | 4     | 3     | 0     | 0              | 0              | 0              | 79     | 41     | 12     |
| 2019/20     | → FC Málaga    | La Liga 2            | 36         | 13         | 1          | 1     | 0     | 0     | —              | —              | —              | 37     | 13     | 1      |
| Club Totaal | Club Totaal    | Club Totaal          | 36         | 13         | 1          | 1     | 0     | 0     | 0              | 0              | 0              | 37     | 13     | 1      |
| 2020/21     | BB Erzurumspor | Süper Lig            | 5          | 0          | 0          | 4     | 0     | 2     | —              | —              | —              | 9      | 0      | 2      |
| Club Totaal | Club Totaal    | Club Totaal          | 5          | 0          | 0          | 4     | 0     | 2     | 0              | 0              | 0              | 9      | 0      | 2      |
| 2021        | Club Bolívar   | División Profesional | 7          | 2          | 0          | 0     | 0     | 0     | 8              | 0              | 0              | 15     | 2      | 0      |
| Club Totaal | Club Totaal    | Club Totaal          | 7          | 2          | 0          | 0     | 0     | 0     | 8              | 0              | 0              | 15     | 2      | 0      |
| 2021/22     | UD Las Palmas  | La Liga 2            | 24         | 4          | 0          | 2     | 2     | 0     | —              | —              | —              | 26     | 6      | 0      |
| Club Totaal | Club Totaal    | Club Totaal          | 24         | 4          | 0          | 2     | 2     | 0     | 0              | 0              | 0              | 26     | 6      | 0      |
| 2022/23     | FC Cartagena   | La Liga 2            | 31         | 8          | 0          | 3     | 0     | 0     | —              | —              | —              | 34     | 8      | 0      |
| Club Totaal | Club Totaal    | Club Totaal          | 31         | 8          | 0          | 3     | 0     | 0     | 0              | 0              | 0              | 34     | 8      | 0      |
| 2023/24     | Mohun Bagan SG | Super League         | 22         | 8          | 1          | 6     | 2     | 0     | 7              | 1              | 0              | 35     | 11     | 1      |
| Club Totaal | Club Totaal    | Club Totaal          | 22         | 8          | 1          | 6     | 2     | 0     | 7              | 1              | 0              | 35     | 11     | 1      |
| 2024/25     | FC Goa         | Super League         | 24         | 10         | 2          | 0     | 0     | 0     | —              | —              | —              | 24     | 10     | 2      |
| Club Totaal | Club Totaal    | Club Totaal          | 24         | 10         | 2          | 0     | 0     | 0     | 0              | 0              | 0              | 24     | 10     | 2      |
| Totaal      | Totaal         | Totaal               | 400        | 147        | 27         | 34    | 20    | 2     | 24             | 3              | 0              | 458    | 170    | 29     |

## Internationaal
Sadiku is Albanees international. Hij maakte op het Europees kampioenschap voetbal 2016 het enige doelpunt voor Albanië, hetgeen ook de overwinning opleverde tegen Roemenië. Albanië werd in de groepsfase uitgeschakeld na een overwinning op Roemenië (1–0) en nederlagen tegen Zwitserland (0–1) en Frankrijk (0–2).